# Установка переробки супутнього газу Ель-Мерк
Установка переробки супутнього газу Ель-Мерк – елемент інфраструктури алжирського нафтового родовища Ель-Мерк, яке було введене в експлуатацію у 2013 році.
Головним об’єктом інфраструктури Ель-Мерк є дві лінії підготовки рідких вуглеводнів, що разом моужть продукувати 130 тисяч барелів нафти та конденсату на добу. Крім того, до складу комплексу увійшла установка переробки супутнього газу, яка може приймати 17 млн м3 на добу та вилучати до 29 тисяч барелів конденсату та 31 тисячі барелів зрідженого нафтового газу (ЗНГ, пропан-бутанова фракція).
Видача ЗНГ відбувається по спеціалізованому трубопроводу Ель-Мерк – Гассі-Туїл. Конденсат транспортується по конденсатопроводу Ель-Мерк – Гассі-Туїл.
Залишковий газ в обсягах до 14 млн м3 на добу закачується назад у резервуар для підтримки пластового тиску.